# Badevel
Badevel (en franc-comtois Baidwé) est une commune française située dans le département du Doubs, la région culturelle et historique de Franche-Comté et la région administrative Bourgogne-Franche-Comté.
Ses habitants sont appelés les Badevellois.

## Toponymie
Le nom Badevel est mentionné en 1335. Il fut suivi de Fesches-Badevel en 1340, Badevelle de 1494 à 1676 et enfin jusqu'à aujourd'hui Badevel. Son origine proviendrait du mot Bade qui fait référence à l'un de ses premiers seigneurs : le marquis de Bade.

## Géographie

### Présentation
Gros village situé au creux d'un vallon aux versants boisés, où la Feschotte, prend sa source, Badevel est un peu à l'écart des grands axes routiers. Badevel se situe à 6 km de la frontière suisse. Géographiquement, elle se trouve tout à l'est d'une agglomération plus tournée vers l'ouest, avec Montbéliard, ou le sud, avec Audincourt et Valentigney.

### Communes limitrophes
| Dampierre-les-Bois                | Méziré (Territoire de Belfort)                | Grandvillars (Territoire de Belfort)   |
| Dampierre-les-Bois                | Badevel                                       | Fêche-l'Église (Territoire de Belfort) |
| Beaucourt (Territoire de Belfort) | Saint-Dizier-l'Évêque (Territoire de Belfort) | Fêche-l'Église (Territoire de Belfort) |

### Voies de communication
Le bourg principal de Badevel et ses bâtiments publics sont répartis le long de la voie départementale D 416. Cette voie principale est nommée Grande Rue. La D 416 se termine par un chemin au sud qui se dirige vers la D 57 vers Saint-Dizier-l'Évêque et Beaucourt. Elle est connectée à l'opposé aux autres communes par la D 463 qui relie Fesches-le-Châtel à Dampierre-les-Bois et la D 210 vers Beaucourt.

### Hydrogéologie
Le village de Badevel est établi dans une vallée le long du ruisseau la Feschotte qui est un affluent de l'Allan. la Feschotte coule du sud vers le nord. Il a une source pérenne située 200 mètres en amont du pont des anciennes usines Japy. Au-delà, son lit est le plus souvent à sec. Lors des crues les eaux sortent violemment d'une résurgence appelée le Creux de Malfosse à un kilomètre en amont de sa source pérenne.
En 2008, dans le cadre d'un vaste projet visant à éviter ses fréquents débordement, la chaussée de la rue du Mavuron a été rehaussée et des dépôts d'alluvions ont été retirés.

### Climat
Pour des articles plus généraux, voir Climat de la Bourgogne-Franche-Comté et Climat du Doubs.
En 2010, le climat de la commune est de type climat de montagne, selon une étude du Centre national de la recherche scientifique s'appuyant sur une série de données couvrant la période 1971-2000. En 2020, Météo-France publie une typologie des climats de la France métropolitaine dans laquelle la commune est dans une zone de transition entre le climat semi-continental et le climat de montagne et est dans la région climatique  Vosges, caractérisée par une pluviométrie très élevée (1 500 à 2 000 mm/an) en toutes saisons et un hiver rude (moins de 1 °C). 
Pour la période 1971-2000, la température annuelle moyenne est de 9,7 °C, avec une amplitude thermique annuelle de 17,4 °C. Le cumul annuel moyen de précipitations est de 1 235 mm, avec 12,8 jours de précipitations en janvier et 10,5 jours en juillet. Pour la période 1991-2020, la température moyenne annuelle observée sur la station météorologique de Météo-France la plus proche, « Saint-Dizier-L'eveque_sapc », sur la commune de Saint-Dizier-l'Évêque à 4 km à vol d'oiseau, est de 10,1 °C et le cumul annuel moyen de précipitations est de 1 099,4 mm. 
La température maximale relevée sur cette station est de 37 °C, atteinte le 13 août 2003 ; la température minimale est de −17,4 °C, atteinte le 20 décembre 2009,,. 
Les paramètres climatiques de la commune ont été estimés pour le milieu du siècle (2041-2070) selon différents scénarios d'émission de gaz à effet de serre à partir des nouvelles projections climatiques de référence DRIAS-2020. Ils sont consultables sur un site dédié publié par Météo-France en novembre 2022.

## Urbanisme

### Typologie
Au 1er janvier 2024, Badevel est catégorisée petite ville, selon la nouvelle grille communale de densité à 7 niveaux définie par l'Insee en 2022.
Elle est située hors unité urbaine. Par ailleurs la commune fait partie de l'aire d'attraction de Montbéliard, dont elle est une commune de la couronne,. Cette aire, qui regroupe 137 communes, est catégorisée dans les aires de 50 000 à moins de 200 000 habitants,.

### Occupation des sols

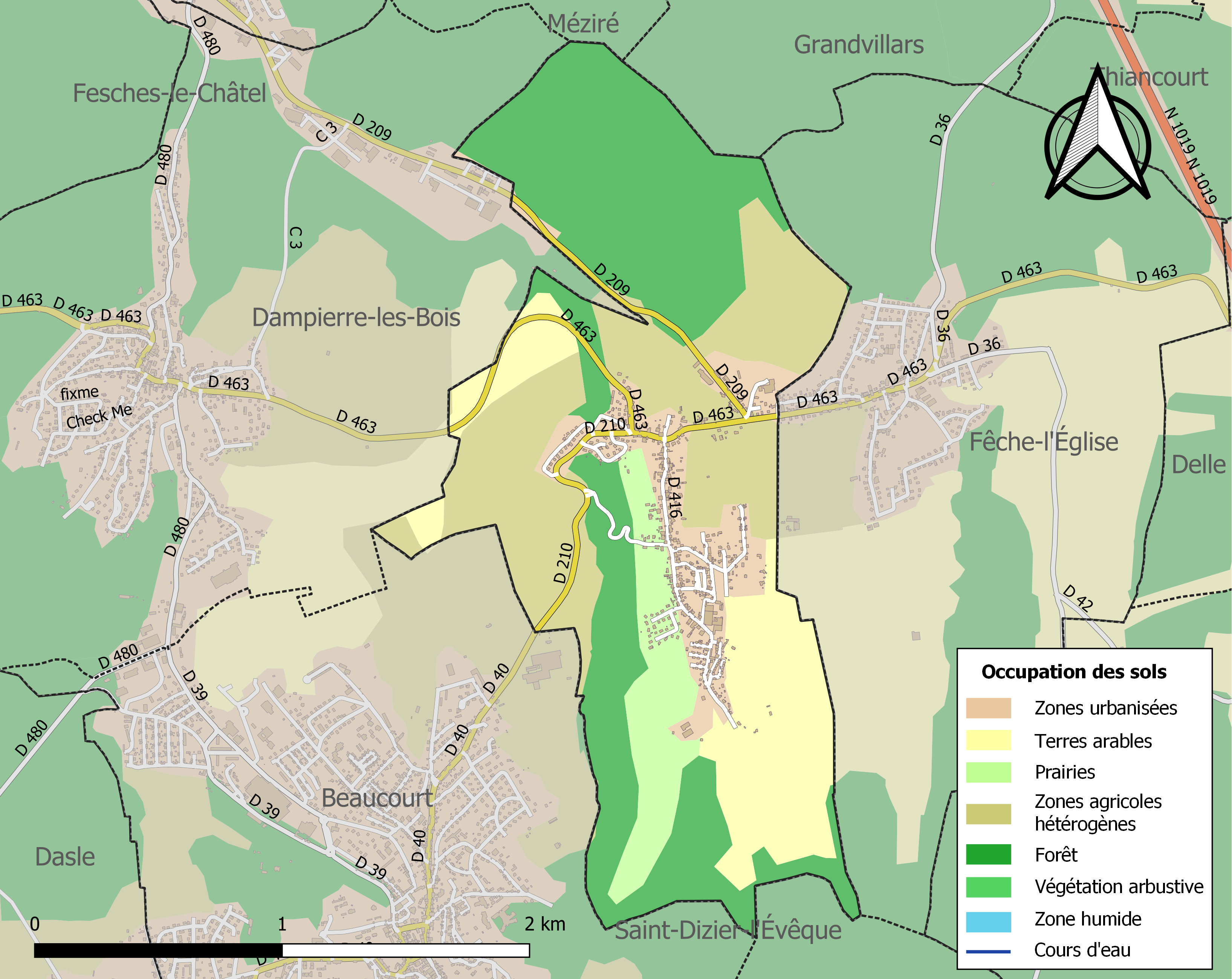
Carte des infrastructures et de l'occupation des sols de la commune en 2018 (CLC).

L'occupation des sols de la commune, telle qu'elle ressort de la base de données européenne d’occupation biophysique des sols Corine Land Cover (CLC), est marquée par l'importance des territoires agricoles (51 % en 2018), en diminution par rapport à 1990 (53,8 %). La répartition détaillée en 2018 est la suivante : 
forêts (37,4 %), zones agricoles hétérogènes (27,3 %), terres arables (15,6 %), zones urbanisées (11,7 %), prairies (8,1 %).
L'IGN met par ailleurs à disposition un outil en ligne permettant de comparer l’évolution dans le temps de l’occupation des sols de la commune (ou de territoires à des échelles différentes). Plusieurs époques sont accessibles sous forme de cartes ou photos aériennes : la carte de Cassini (XVIIIe siècle), la carte d'état-major (1820-1866) et la période actuelle (1950 à aujourd'hui).

## Héraldique
|  | Les armoiries se décrivent : - « Écartelé, au premier d'or à trois ramures de cerf de sable, au deuxième de gueules à deux bars adossés d'or, au troisième d'azur à un sablier d'or, au quatrième d'or à la bande de gueules senestrée en chef d'un heaume de marquis. » |

Les symboles de cet l'écu font référence à l'histoire de Badevel :
- en haut, les trois ramures de cerf et les deux bars identifient la comtesse Henriette d'Orbe qui acheta au comte Jean de Thierstein, en 1424, la Seigneurie du Bélieu, dont dépendait Badevel :
  - les trois bois sont les armes du Wurtemberg acquises par le mariage de la comtesse avec le comte Eberhard IV de Wurtemberg,
  - les deux poissons identifient la Maison de Mousson qui revint à la comtesse Henriette par l'union de Sophie de Bar et Louis de Montbéliard ;
- en bas à gauche, le sablier représente le passé industriel du village marqué par l'usine d'horlogerie fondée à Badevel par Frédéric Japy ;
- en bas à droite, l'écu du pays de Bade et le heaume de marquis font référence à l'une des premières mentions de Badevel, en 1340, qui appartenait au marquis de Bade, Raoul Hesse, époux de Jeanne de Montbéliard.

## Histoire
Badevel appartenait au comté de Montbéliard qui fut rattaché à la France en 1793.
Badevel fut marquée par les mines qui fournissaient la matière première pour les forges d'Audincourt, mais l'activité du village resta centrée autour de l'agriculture jusqu'au XIXe siècle.

### Le progrès technique
L'histoire contemporaine du village est liée à la famille Japy.
La commune fut la première du département à accueillir l'électricité, financée par Henry Japy. Les travaux d'adduction d’eau courante durèrent de 1884 à 1932.

## Politique et administration
En 1789, la commune de Badevel était sous la souveraineté du duché de Wurtemberg. À partir de 1793, elle est rattachée au département de la Haute-Saône, en 1797 elle dépend du Mont-Terrible, puis du Haut-Rhin. Elle est rattachée au département du Doubs à partir de 1816.

### Finances locales
Cette section est consacrée aux finances locales de Badevel de 2000 à 2020.
Les comparaisons des ratios par habitant sont effectuées avec ceux des communes de 500 à 2000 hab appartenant à un groupement fiscalisé, c'est-à-dire à la même strate fiscale.

#### Budget général
Pour l'exercice 2020, le compte administratif du budget municipal de Badevel s'établit à  479 360 € en dépenses et 440 030 € en recettes :
- les dépenses se répartissent en 296 460 € de charges de fonctionnement et 182 900 € d'emplois d'investissement ;
- les recettes proviennent des 352 910 € de produits de fonctionnement et de 87 120 € de ressources d'investissement.

#### Fonctionnement
|                                                                                               | Badevel (€/hab.) | Strate (€/hab.) |                                 |
| --------------------------------------------------------------------------------------------- | ---------------- | --------------- | ------------------------------- |
| Résultat comptable                                                                            | 68 €             | 155 €           | Picto disque bleu : écart fort  |
| Charges de personnels                                                                         | 169 €            | 275 €           | Picto disque bleu : écart fort  |
| Achats et charges ext.                                                                        | 131 €            | 188 €           | Picto disque bleu : écart fort  |
| charges financières                                                                           | 8 €              | 15 €            | Picto disque bleu : écart fort  |
| subventions versées                                                                           | 4 €              | 23 €            | Picto disque bleu : écart fort  |
| contingents                                                                                   | 0 €              | 43 €            | Picto disque bleu : écart fort  |
| Impôts locaux                                                                                 | 237 €            | 322 €           | Picto cercle bleu : écart moyen |
| dotation globale de fonctionnement                                                            | 71 €             | 148 €           | Picto disque bleu : écart fort  |
| Autres impôts                                                                                 | 23 €             | 54 €            | Picto disque bleu : écart fort  |
| Écart par rapport à la moyenne de la strate : · de 0 à 10 % ; de 10 à 30 % ; supérieur à 30 % |                  |                 |                                 |

Pour Badevel en 2020, la section de fonctionnement se répartit en 296 460 €  de charges (358 € par habitant) pour 352 910 € de produits (426 € par habitant), soit un solde de la section de fonctionnement de 56 450 € (68 € par habitant) :
- le principal pôle de dépenses de fonctionnement est celui des charges de personnels[Note 5] pour un montant de 140 000 € (47 %), soit 169 € par habitant, ratio inférieur de 39 % à la valeur moyenne pour les communes de la même strate (275 € par habitant). Sur la période 2016 - 2020, ce ratio augmente de façon continue de 136 € à 168 € par habitant. Viennent ensuite les groupes des achats et charges externes[Note 6] pour 36 %, des charges financières[Note 7] pour 2 %, des subventions versées[Note 8] pour 1 % et finalement celui des contingents[Note 9] pour des sommes  plus faibles ;
- la plus grande part des recettes est constituée des impôts locaux[Note 10] pour une valeur totale de 196 000 € (56 %), soit 237 € par habitant, ratio inférieur de 26 % à la valeur moyenne pour les communes de la même strate (322 € par habitant). Depuis 5 ans, ce ratio fluctue et présente un minimum de 208 € par habitant en 2019 et un maximum de 236 € par habitant en 2020. Viennent ensuite de la dotation globale de fonctionnement (DGF)[Note 11] pour 17 % et des autres impôts[Note 12] pour 2 %.

La dotation globale de fonctionnement est quasiment égale à celle versée en 2019.

##### Évolution des produits et charges de fonctionnement de 2000 à 2020
| |
| Valeurs en millier d'euros (k€) · Badevel, Valeur totale : Impôts Locaux autres impôts et taxes dotation globale de fonctionnement |

| |
| Valeurs en millier d'euros (k€) · Badevel, Valeur totale : Charges de personnel achats et charges externes |

| |
| Valeurs en millier d'euros (k€) · Badevel, Valeur totale : charges financières subventions versées |

#### Fiscalité communale
|                                                                                               | Badevel (%) | Strate (%) |                                |
| --------------------------------------------------------------------------------------------- | ----------- | ---------- | ------------------------------ |
| Taxe d'habitation                                                                             | 8,47        | 12,41      | Picto disque bleu : écart fort |
| Taxe foncière sur le bâti                                                                     | 15,39       | 15,44      | Picto disque blanc : écart nul |
| Taxe foncière sur le non bâti                                                                 | 20,44       | 43,64      | Picto disque bleu : écart fort |
| Écart par rapport à la moyenne de la strate : · de 0 à 10 % ; de 10 à 30 % ; supérieur à 30 % |             |            |                                |

Le tableau T2p compare les taux d'imposition locaux à ceux des autres communes de la même strate fiscale.
Les taux des taxes ci-dessous sont votés par la municipalité de Badevel. Ils n'ont pas varié par rapport à 2019 :
- la taxe d'habitation : 8,47 % ;
- la taxe foncière sur le bâti : 15,39 % ;
- celle sur le non bâti : 20,44 %.

#### Investissement
|                                                                                               | Badevel (€/hab.) | Strate (€/hab.) |                                 |
| --------------------------------------------------------------------------------------------- | ---------------- | --------------- | ------------------------------- |
| Dépenses d'équipement                                                                         | 208 €            | 272 €           | Picto cercle bleu : écart moyen |
| Remboursements d'emprunts                                                                     | 10 €             | 73 €            | Picto disque bleu : écart fort  |
| Nouvelles dettes                                                                              | 60 €             | 53 €            | Picto cercle bleu : écart moyen |
| subventions reçues                                                                            | 39 €             | 88 €            | Picto disque bleu : écart fort  |
| fctva                                                                                         | 0 €              | 42 €            | Picto disque bleu : écart fort  |
| Écart par rapport à la moyenne de la strate : · de 0 à 10 % ; de 10 à 30 % ; supérieur à 30 % |                  |                 |                                 |

Cette section détaille les investissements réalisés par la commune de Badevel.
Les emplois d'investissement en 2020 comprenaient par ordre d'importance :
- des dépenses d'équipement[Note 14] pour une valeur totale de 173 000 € (95 %), soit 208 € par habitant, ratio inférieur de 24 % à la valeur moyenne pour les communes de la même strate (272 € par habitant). Sur la période 2016 - 2020, ce ratio fluctue et présente un minimum de 29 € par habitant en 2017 et un maximum de 208 € par habitant en 2020 ;
- des remboursements d'emprunts[Note 15] pour une somme de 8 000 € (4 %), soit 10 € par habitant, ratio inférieur de 86 % à la valeur moyenne pour les communes de la même strate (73 € par habitant).

Les ressources en investissement de Badevel se répartissent principalement en :
- nouvelles dettes pour une valeur totale de 50 000 € (57 %), soit 60 € par habitant, ratio supérieur de 13 % à la valeur moyenne pour les communes de la même strate (53 € par habitant). Sur les 5 dernières années, ce ratio augmente de façon continue de 0 € à 60 € par habitant ;
- subventions reçues pour une valeur totale de 33 000 € (38 %), soit 39 € par habitant, ratio inférieur de 56 % à la valeur moyenne pour les communes de la même strate (88 € par habitant).

##### Évolution de l'investissement de 2000 à 2020
| |
| Valeurs en millier d'euros (k€) · Badevel, Valeur totale : Dépenses d'équipement Remboursements d'emprunts |

| |
| Valeurs en millier d'euros (k€) · Badevel, Valeur totale : Nouvelles dettes subventions reçues Fonds de compensation pour la TVA |

#### Endettement
|                                                                                               | Badevel (€/hab.) | Strate (€/hab.) |                                |
| --------------------------------------------------------------------------------------------- | ---------------- | --------------- | ------------------------------ |
| Encours de la dette                                                                           | 238 €            | 600 €           | Picto disque bleu : écart fort |
| annuité de la dette                                                                           | 19 €             | 88 €            | Picto disque bleu : écart fort |
| Capacité d'autofinancement                                                                    | 68 €             | 165 €           | Picto disque bleu : écart fort |
| Écart par rapport à la moyenne de la strate : · de 0 à 10 % ; de 10 à 30 % ; supérieur à 30 % |                  |                 |                                |

L'endettement de Badevel au 31 décembre 2020 peut s'évaluer à partir de trois critères : l'encours de la dette, l'annuité de la dette et sa capacité de désendettement :
- l'encours de la dette pour un montant de 197 000 €, soit 238 € par habitant, ratio inférieur de 60 % à la valeur moyenne pour les communes de la même strate (600 € par habitant). Depuis 5 ans, ce ratio fluctue et présente un minimum de 185 € par habitant en 2019 et un maximum de 238 € par habitant en 2020 ;
- l'annuité de la dette pour une somme de 15 000 €, soit 19 € par habitant, ratio inférieur de 78 % à la valeur moyenne pour les communes de la même strate (88 € par habitant). En partant de 2016 et jusqu'à 2020, ce ratio fluctue et présente un minimum de 17 € par habitant en 2016 et un maximum de 21 € par habitant en 2017 ;
- la capacité d'autofinancement (CAF) pour une valeur totale de 56 000 €, soit 68 € par habitant, ratio inférieur de 59 % à la valeur moyenne pour les communes de la même strate (165 € par habitant). Sur la période 2016 - 2020, ce ratio fluctue et présente un minimum de 25 € par habitant en 2017 et un maximum de 102 € par habitant en 2019. La capacité de désendettement est d'environ 3 années en 2020. Sur une période de 21 années, ce ratio présente un minimum d'environ un an en 2011 et un maximum très élevé, de plus de 50 années en 2002.

##### Évolution de la capacité d'autofinancement (CAF) et de l'encours de la dette de 2000 à 2020
Les courbes G4a et G4b présentent l'historique des dettes de Badevel.
|                                                                          |
| Valeurs en euros · Badevel, Par habitant : CAF Encours total de la dette |

|                                                                  |
| Valeurs en années · Badevel, : Ratio = Encours de la dette / CAF |

## Démographie
L'évolution du nombre d'habitants est connue à travers les recensements de la population effectués dans la commune depuis 1793. Pour les communes de moins de 10 000 habitants, une enquête de recensement portant sur toute la population est réalisée tous les cinq ans, les populations de référence des années intermédiaires étant quant à elles estimées par interpolation ou extrapolation. Pour la commune, le premier recensement exhaustif entrant dans le cadre du nouveau dispositif a été réalisé en 2005.

En 2022, la commune comptait 808 habitants, en évolution de −2,3 % par rapport à 2016 (Doubs : +1,88 %, France hors Mayotte : +2,11 %).
| 1793 | 1800 | 1806 | 1821 | 1831 | 1836 | 1841 | 1846 | 1851 |
| ---- | ---- | ---- | ---- | ---- | ---- | ---- | ---- | ---- |
| 141  | 162  | 184  | 227  | 363  | 484  | 624  | 716  | 663  |

| 1856 | 1861 | 1866 | 1872 | 1876 | 1881 | 1886 | 1891 | 1896  |
| ---- | ---- | ---- | ---- | ---- | ---- | ---- | ---- | ----- |
| 701  | 769  | 947  | 905  | 991  | 956  | 992  | 992  | 1 201 |

| 1901  | 1906  | 1911  | 1921 | 1926 | 1931 | 1936 | 1946 | 1954 |
| ----- | ----- | ----- | ---- | ---- | ---- | ---- | ---- | ---- |
| 1 088 | 1 127 | 1 045 | 901  | 874  | 801  | 719  | 911  | 850  |

| 1962 | 1968 | 1975 | 1982 | 1990 | 1999 | 2005 | 2006 | 2010 |
| ---- | ---- | ---- | ---- | ---- | ---- | ---- | ---- | ---- |
| 842  | 881  | 828  | 744  | 723  | 732  | 877  | 882  | 850  |

| 2015 | 2020 | 2022 | - | - | - | - | - | - |
| ---- | ---- | ---- | - | - | - | - | - | - |
| 833  | 807  | 808  | - | - | - | - | - | - |

## Économie
Le village compte actuellement : un médecin, une infirmière, un coiffeur, deux agriculteurs, des artisans (carrelage, brocante, menuiserie, peinture en ravalement, serrurerie, scierie), de nombreuses associations (Amicale des Pompiers - Amitiés et Loisirs - FSC Le Mavuron - Harmonie - La Boule Badevelloise - La Gym - La Musique - La Pêche - Les Chasseurs - Les Motards - Les Z’Amateurs), quatre lotissements (le Bois de la Côte, le plus ancien, les Vergers, les Codres et la Combe du Chemin).
Le terrain de foot est malheureusement dans un mauvais état, ce qui le laisse très peu praticable.
La majorité de la population est employée par la firme Automobiles Peugeot Sochaux, d'autres travaillent pour des entreprises faisant de la sous-traitance pour Peugeot, ou Alsthom à Belfort, chez des artisans ou sont fonctionnaires.

## Vie locale

### Enseignement
Badevel dispose au numéro seize de la Grande Rue :
- d'une école maternelle dont le bâtiment préfabriqué de 1965 a été remplacé en 2002 ;
- d'une école primaire construite de 1853 à 1895.

### Milieu associatif
La commune n'est pas en reste, côté animations et sport : au mois de juin sont organisées la marche populaire et les "6 heures de Badevel", course à pied qui s'effectue sous forme de relais et peut parfois se terminer tard dans la nuit. Une brocante a aussi lieu en septembre, attirant beaucoup de monde.

## Culture locale et patrimoine

### Lieux et monuments
Badevel abrite un temple luthérien, une chapelle, la fontaine Valoton en fonte et pierre à trois bassins et c'est dans le village qu'est érigé le mausolée Jean-Charles Japy, décédé en 1821 à l'âge de 29 ans.
Une résurgence appelée le Creux de Malfosse alimente le ruisseau la Feschotte par forte pluie.

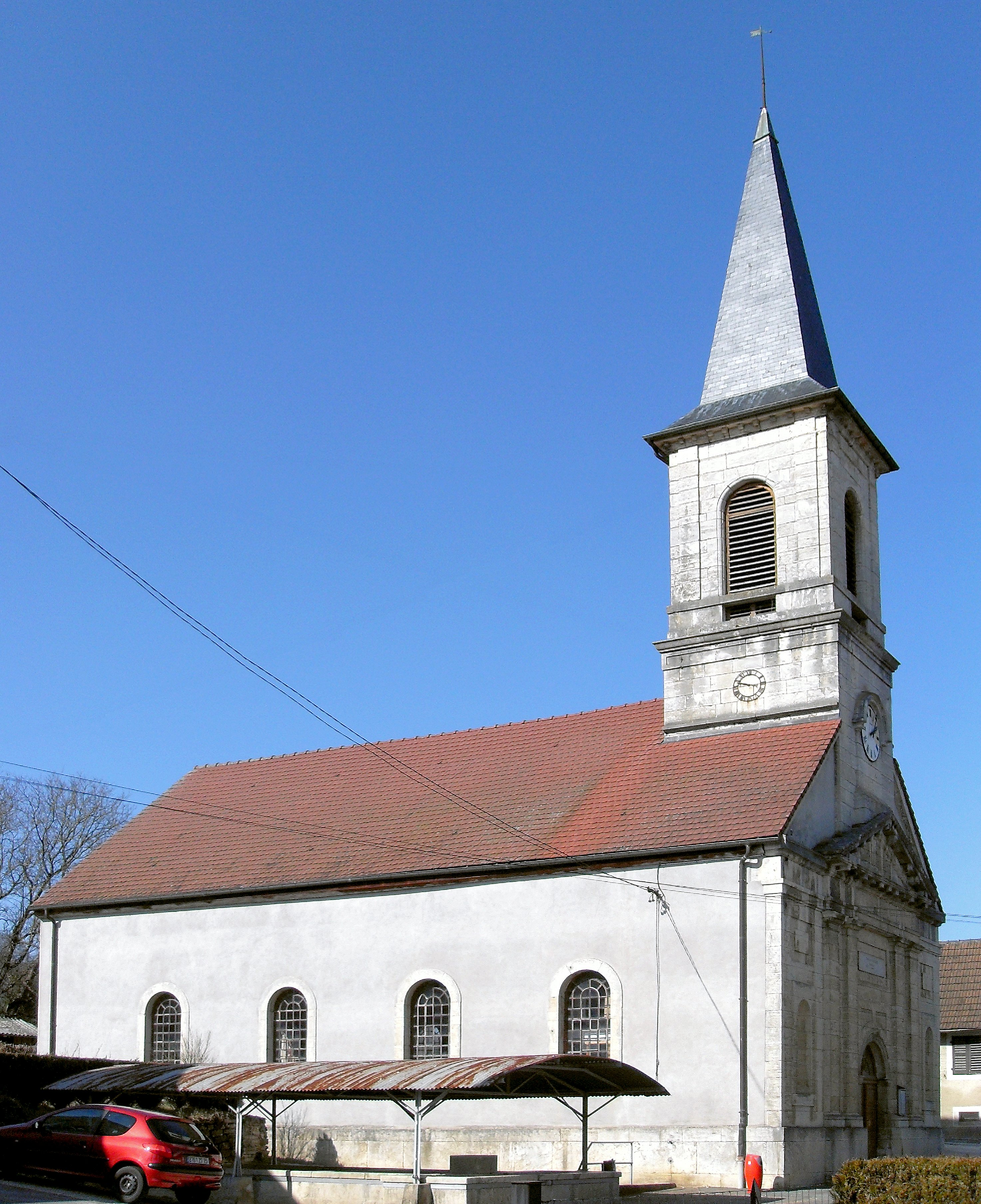
Le temple luthérien.
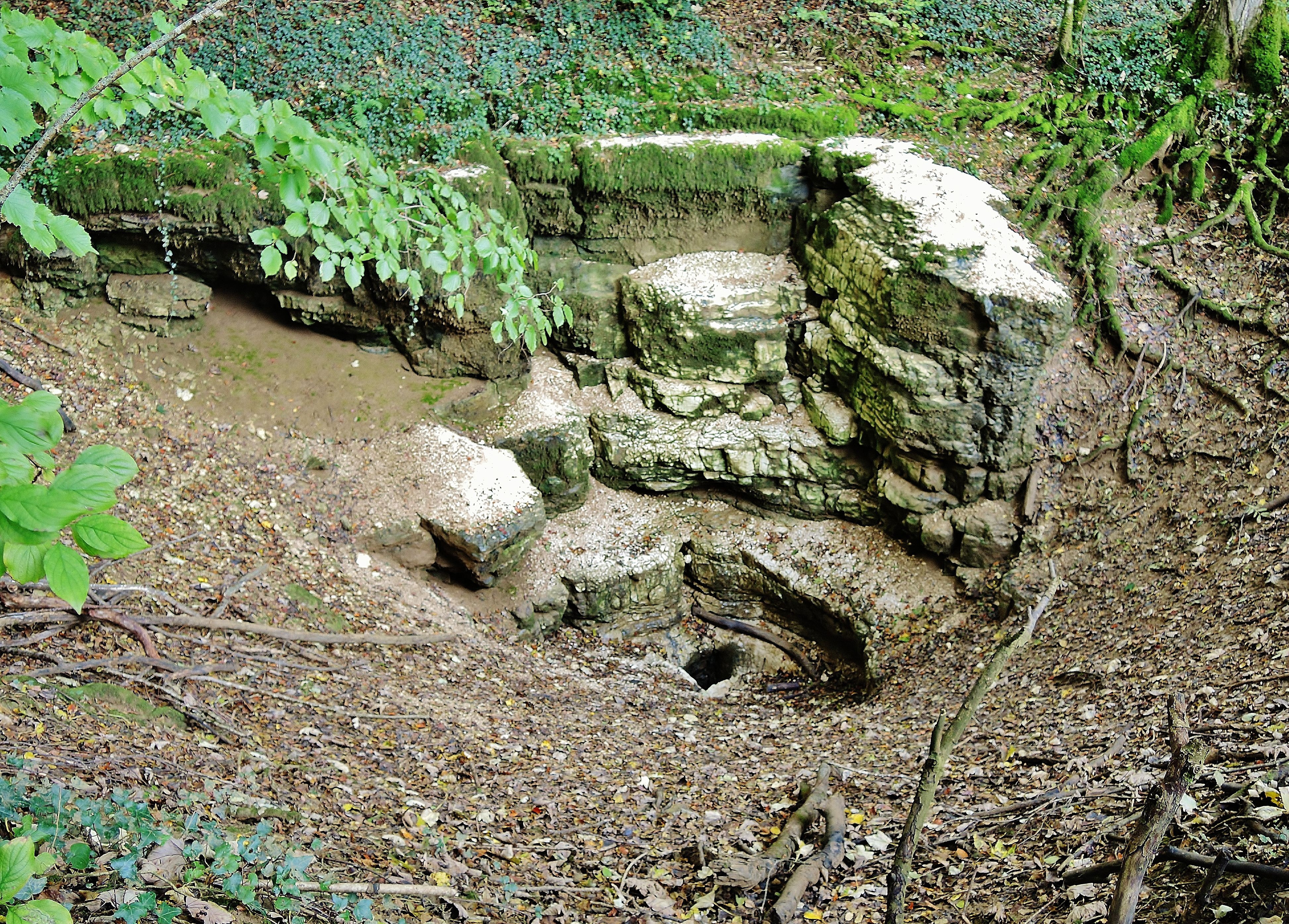
Le Creux de Malfosse, à l'étiage.
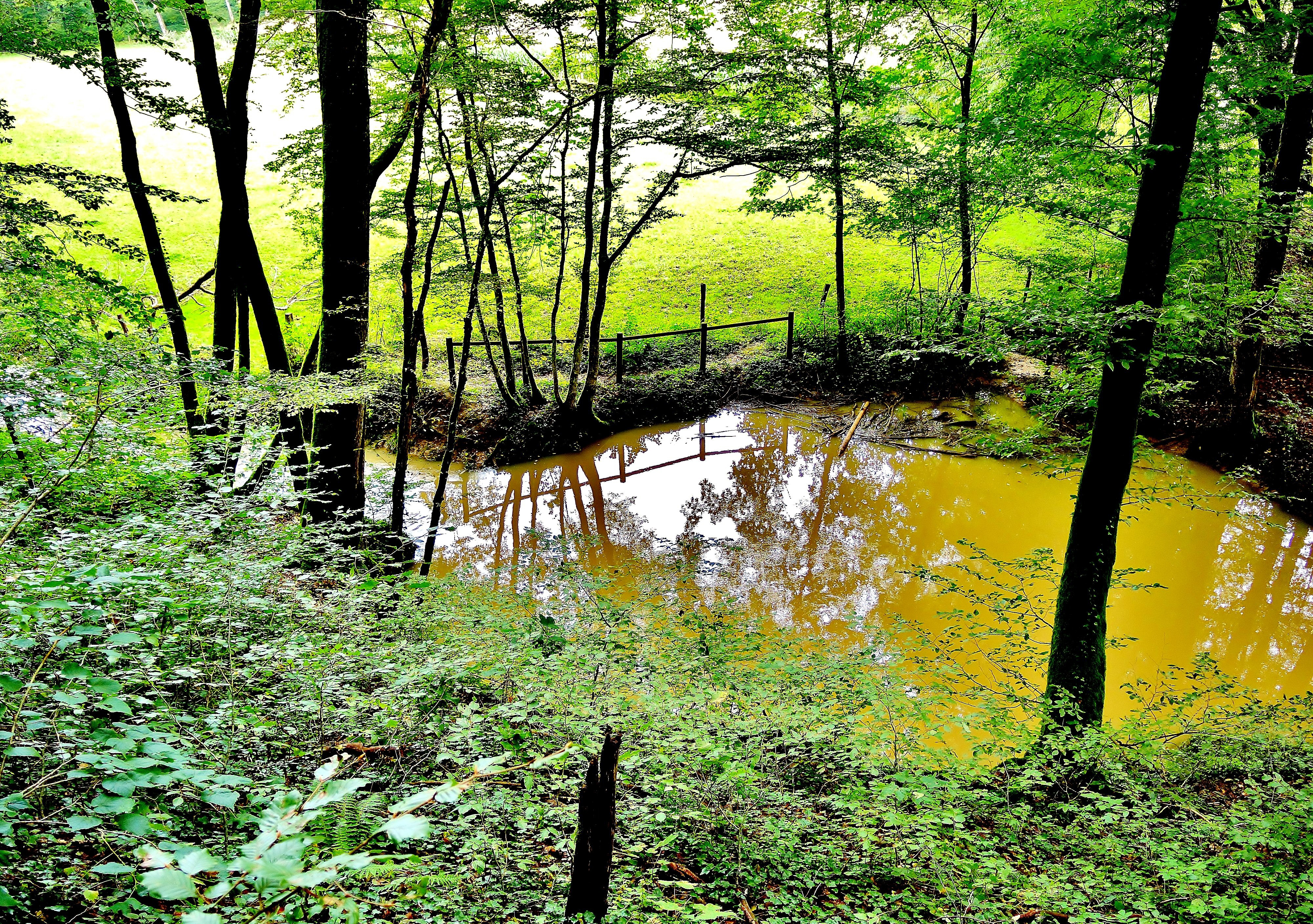
Creux de Malfosse, après un épisode de fortes pluies.

### Personnalités liées à la commune
- Philippe Bonâme, ingénieur agronome, initiateur de l'enseignement agricole à l'île Maurice, né à Badevel le 24 novembre 1851[27].
- Albert Mairet, psychiatre, professeur et doyen de la faculté de Montpellier, né à Badevel le 18 février 1852[27].
- Frédéric-Benoit Japy, général de Division français, né à Badevel le 23 février 1826, dirigea des opérations en Afrique , en Italie, au Mexique (1864) et en Allemagne (1870), mort après 1891[28].
- Jean-Charles Japy et son frère Frédéric Japy, ont fondé une dynastie industrielle, en installant une usine d'horlogerie dans un ancien moulin de Badevel en 1810. Elle assura la prospérité de la commune jusqu'en 1935, date à laquelle la famille Japy regroupa ses activités à Beaucourt dans le Territoire de Belfort voisin.
- Olga Baumgartener épouse Saint-Blancat (27 novembre 1913 à Berne[27] - 22 février 2013), habitante de Badevel, capitaine dans l'Armée du Salut. Elle est titulaire de la médaille des Justes parmi les nations pour avoir sauvé six enfants juifs dans sa maison de Badevel pendant l'occupation allemande[27] dont Marianne et Gisèle Mohrer et des fillettes de la famille Granat[29], officier de la légion d'honneur le 13 juillet 2007[30].